# NGC 5799
NGC 5799 é uma galáxia espiral (S0-a) localizada na direcção da constelação de Apus. Possui uma declinação de -72° 25' 58" e uma ascensão recta de 15 horas, 05 minutos e 35,5 segundos.
A galáxia NGC 5799 foi descoberta em 4 de Abril de 1835 por John Herschel.